# P5+1

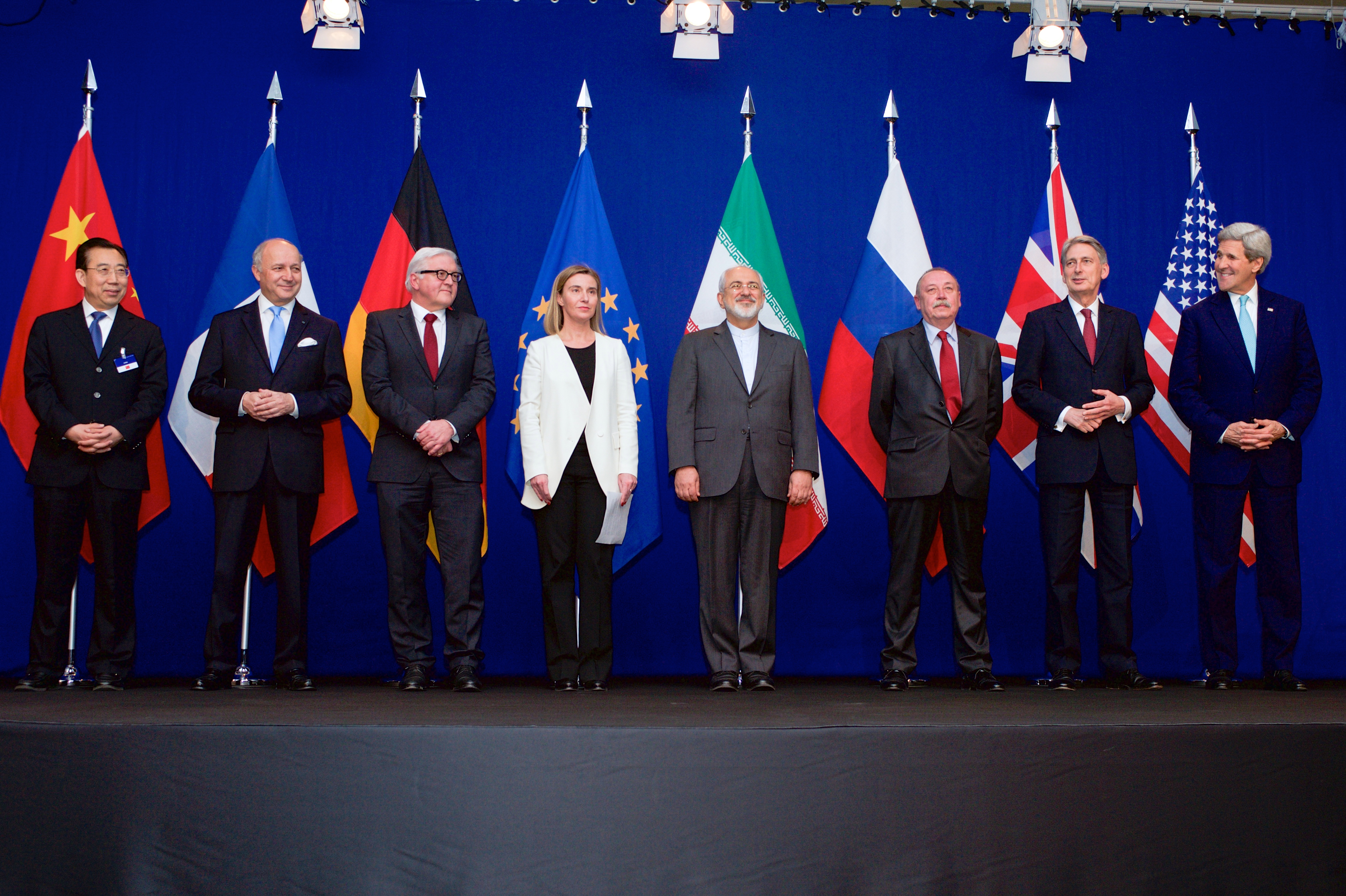
Representantes dos países do P5+1, da UE e do Irã anunciam o acordo sobre o programa nuclear iraniano em Lausanne, em abril de 2015.

P5+1, E3+3 ou UE3+3, é um grupo de países que, em junho de 2006, juntaram esforços diplomáticos para negociações sobre o programa nuclear do Irã. O grupo é constituído Alemanha, China, Estados Unidos, França, Reino Unido, Rússia. Os nomes do grupo fazem alusão aos Cinco Permanentes (P5, isto é, os membros permanentes do Conselho de Segurança das Nações Unidas) ou à troca europeia de países com mais poder na União Europeia (UE-3) somados a demais países do grupo negociador com o Irã.

## História
O P5+1 foi constituído quando China, Rússia e os Estados Unidos se juntaram aos países UE3, em junho de 2006 para oferecer uma proposta para negociações abrangentes com o Irã.
Em março de 2008, o P5+1 concordou em "remontar" a proposta de 2006, a fim de especificar alguns dos benefícios que seriam oferecidos ao Irã como parte de um acordo de longo prazo sobre o seu programa nuclear. Ao mesmo tempo, a decisão de rever a proposta de 2006 coincidiu com a adoção da Resolução 1803, a terceira resolução da ONU com a finalidade de impor sanções ao Irã.

### Acordo preliminar
Em 2 de abril de 2015, em Lausanne, Suíça, depois de uma semana de reuniões, as negociações entre o P5+1 e o Irã chegaram a um acordo preliminar, que prevê uma redução considerável do enriquecimento do urânio iraniano e, em contrapartida, põe fim às sanções impostas ao Irã. Na ocasião, previu-se que a versão definitiva fosse concluída até 30 de junho do mesmo ano. Segundo o Presidente Obama, trata-se de um acordo histórico, que deve afetar decisivamente as relações entre os países do Oriente Médio, como Síria, Iraque, Iêmen, bem como o conflito entre Israel e a Palestina. Os principais líderes envolvidos no acordo usaram as redes sociais para informar sobre os significativos avanços iniciais.
Por outro lado, o acordo preliminar foi severamente criticado por Israel — que não é signatário do Tratado de Não Proliferação de Armas Nucleares e é o único país do Oriente Médio a possuir armamento nuclear. O primeiro-ministro israelense Benjamin Netanyahu considerou o acordo como uma ameaça à existência de Israel, podendo levar a uma terrível guerra.

### Conclusão das negociações

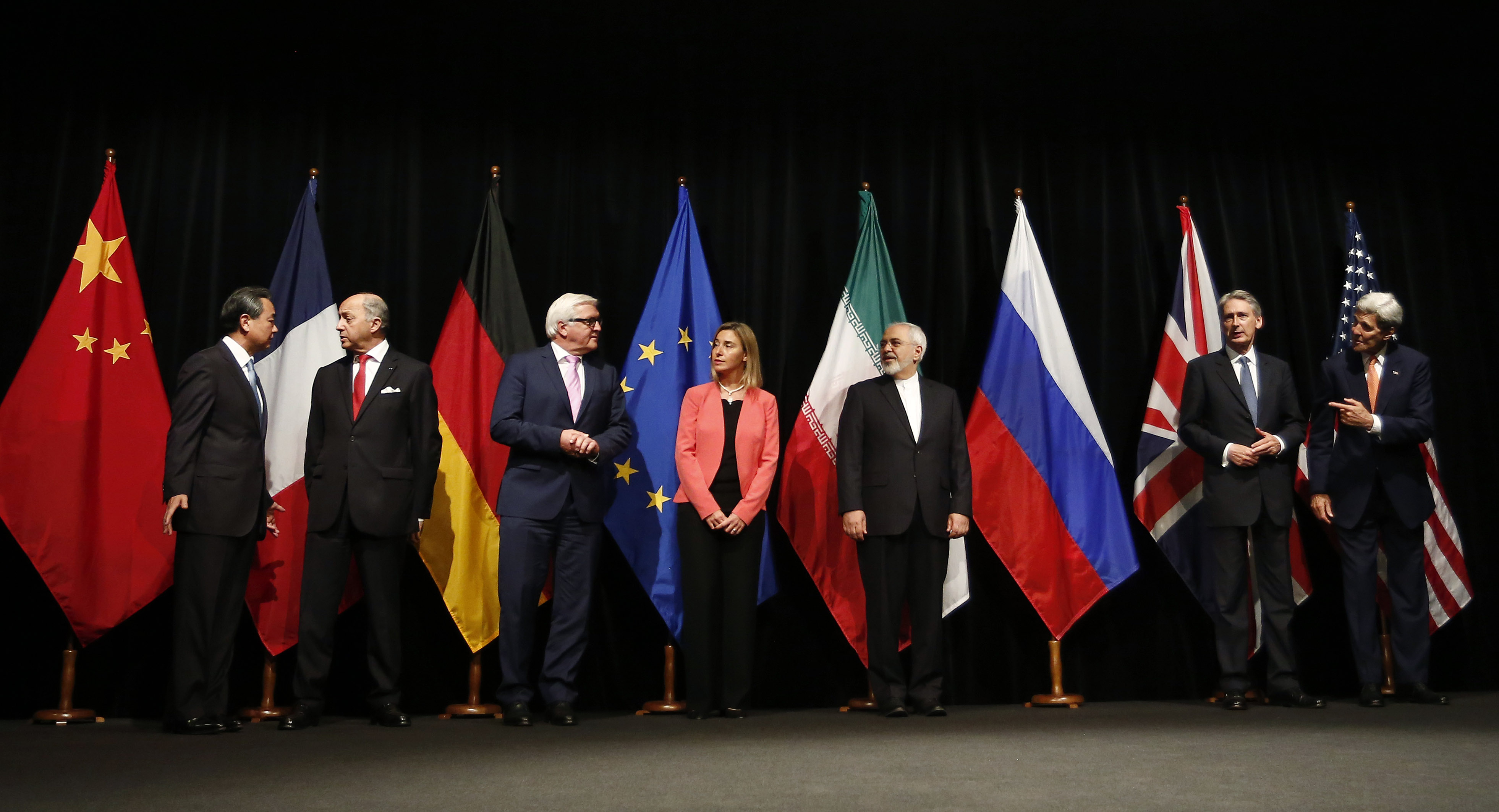
Anúncio de 14 de julho

Em 14 de julho, o governo iraniano e as nações do P5+1 anunciaram a conclusão das negociações sobre o acordo em relação ao programa nuclear do país. De acordo com os termos do documento, as sanções econômicas impostas ao país serão gradualmente retiradas em troca dos iranianos cumprirem com várias restrições de longo prazo em relação ao programa nuclear, que o Ocidente temia fosse uma fachada para a fabricação de uma bomba nuclear. O governo do Irã afirma que seu programa de pesquisa nuclear é para fins civis e pacíficos.